# Dana (Turkije)
Het eiland Dana (Turks Dana Adası of Kargıncık Adası, Latijn Pityoussa Grieks Πιτοῦσσα, Akkadisch mogelijk Pitusu, geschreven als URUPi-tu-su) is een klein eilandje in de Middellandse Zee voor de kust van Turkije.

## Geografie
Dana ligt evenwijdig aan de zuidkust van Turkije in de provincie Mersin. De afstand tot de kust bedraagt 2,5 km. en wordt daarvan gescheiden door de Straat Kargıcak die verkeer op zee vrije doorvaart verleent. De vorm van het eiland is ruwweg rechthoekig. De afmetingen zijn 2,7 x 0,9 km. Het hoogste punt bedraagt 250 m. Dana is rotsachtig en het is bedekt met dicht struikgewas (maquis) en dennenbossen.

## Geschiedenis
Het eiland is mogelijk het Pitusu, genoemd in de kroniek van Neriglissar en het is bewoond geweest in de Romeinse en vroege Byzantijnse tijd. In 2005 heeft er een archeologische  onderwaterzoektocht plaatsgevonden rond het eiland en het nabije Tisan (Aphrodisias Ciliciae), Makivent en Boğsak. Er werden twee scheepswrakken aangetroffen. Een daarvan bevond zich op een ondiepte bij het eiland. De inhoud ervan was echter zwaar geplunderd, maar er werden nog enige intacte amforen aangetroffen.Er zijn ruïnes van kerken, huizen, aquaducten en havenfaciliteiten aan de noordkant van het eiland. Er zijn ook enige ruïnes op de zuidkust van het vasteland tegenover het eiland. De beide nederzettingen waren waarschijnlijk bedoeld om de gezamenlijk de zeestraat te kunnen beheersen.
Sommige bronnen vermelden ook dat Franse handelaren het eiland gedurende de middeleeuwen als haven gebruikten.